# Гогебейнтюм
Гогебейнтюм (нід. Hogebeintum, фриз. Hegebeintum) — село в нідерландській провінції Фрисландія. Входить до муніципалітету Північно-Східна Фрисландія.
Його площа становить 3,89 км², а населення станом на 2021 рік складало 85 осіб.

## Галерея

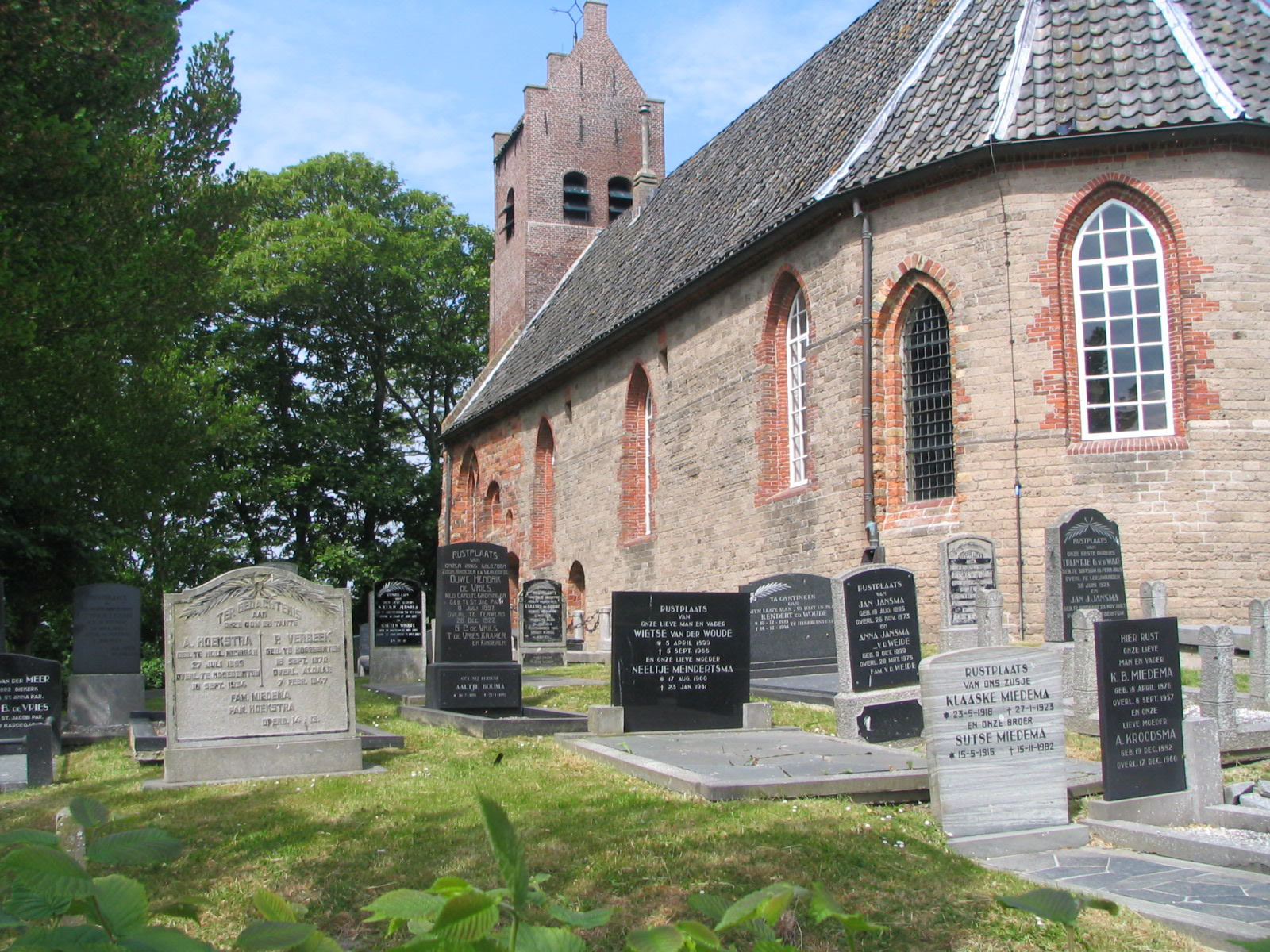
Сільська церква
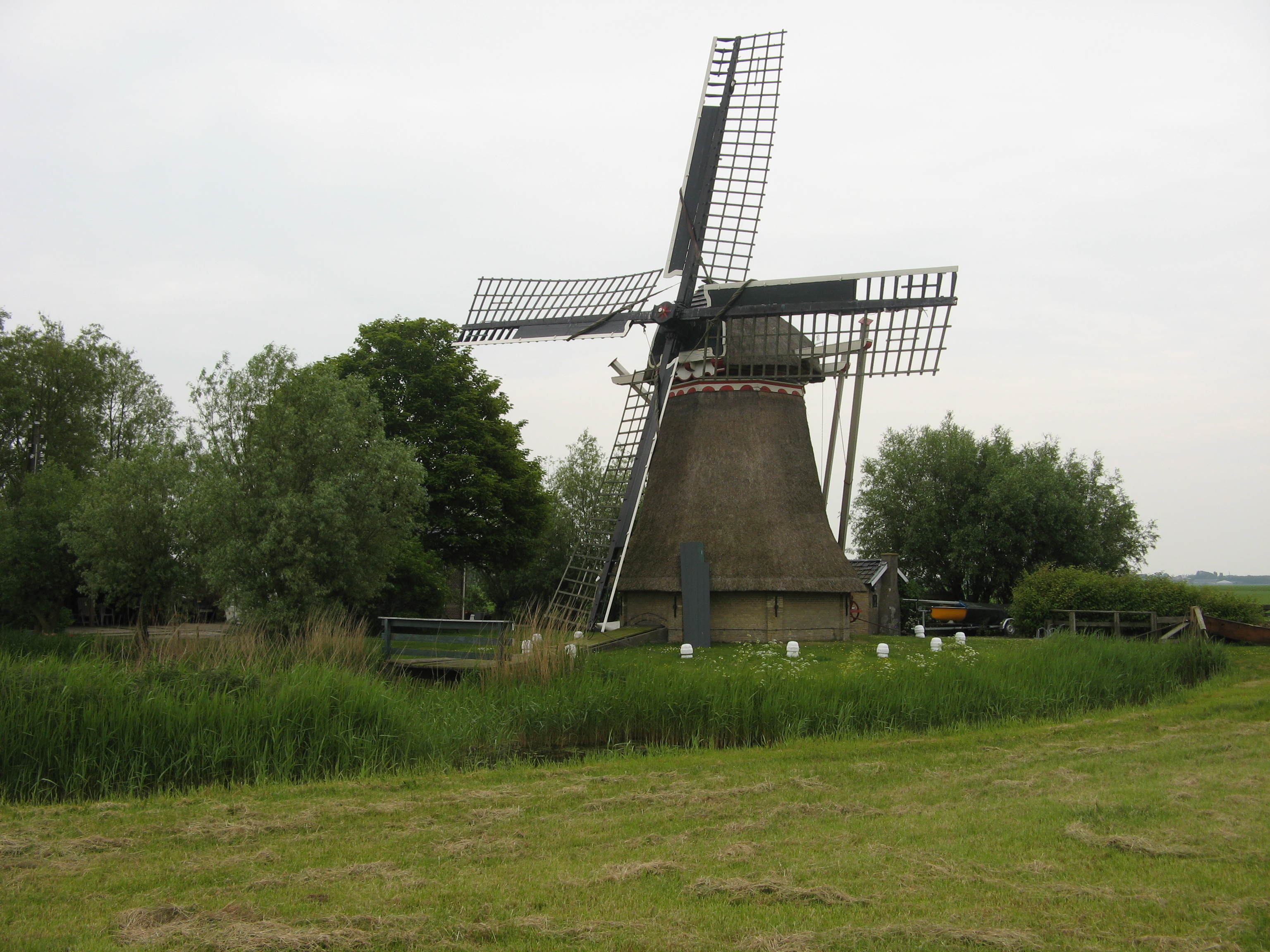
Вітряк
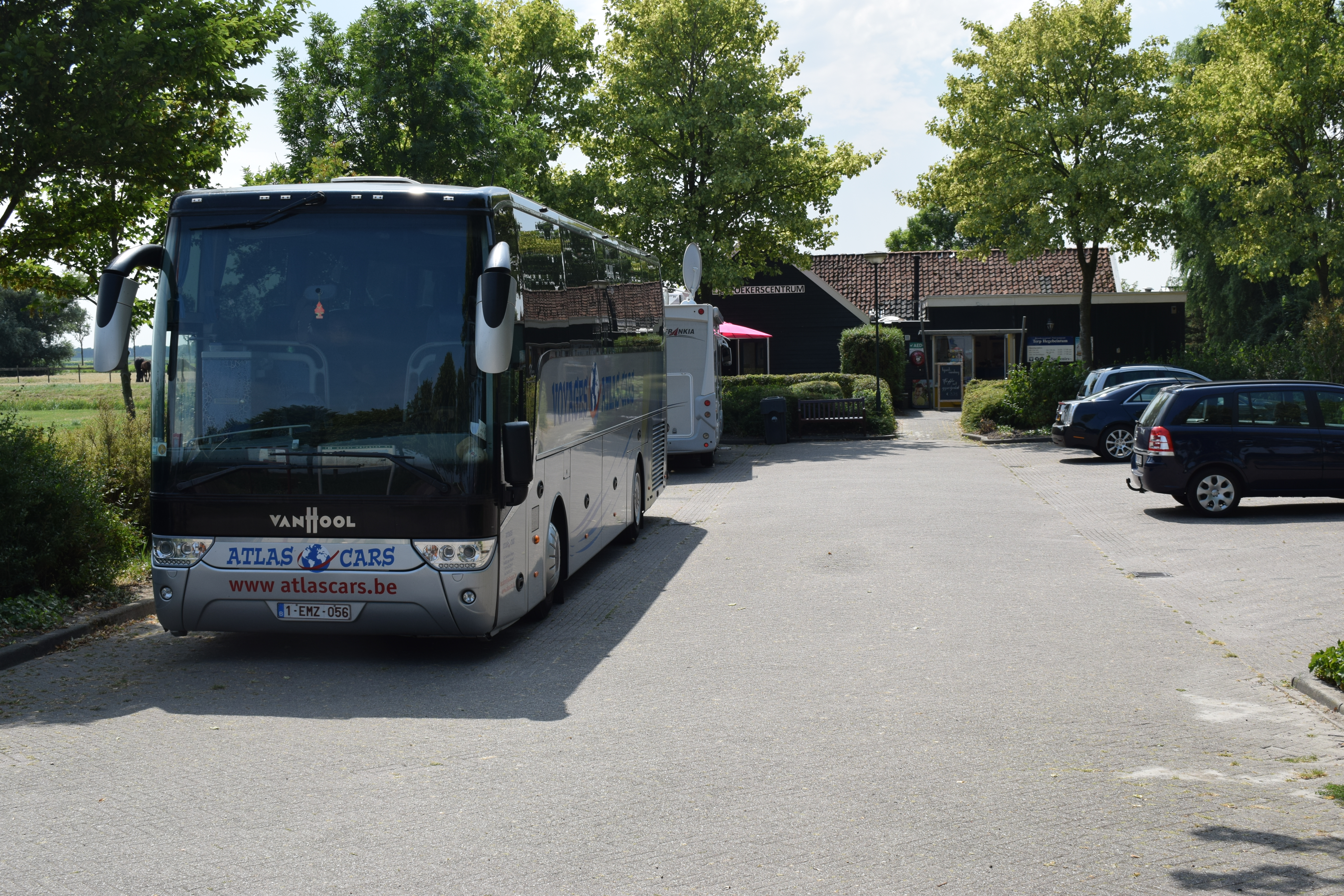
Туристичні автобуси
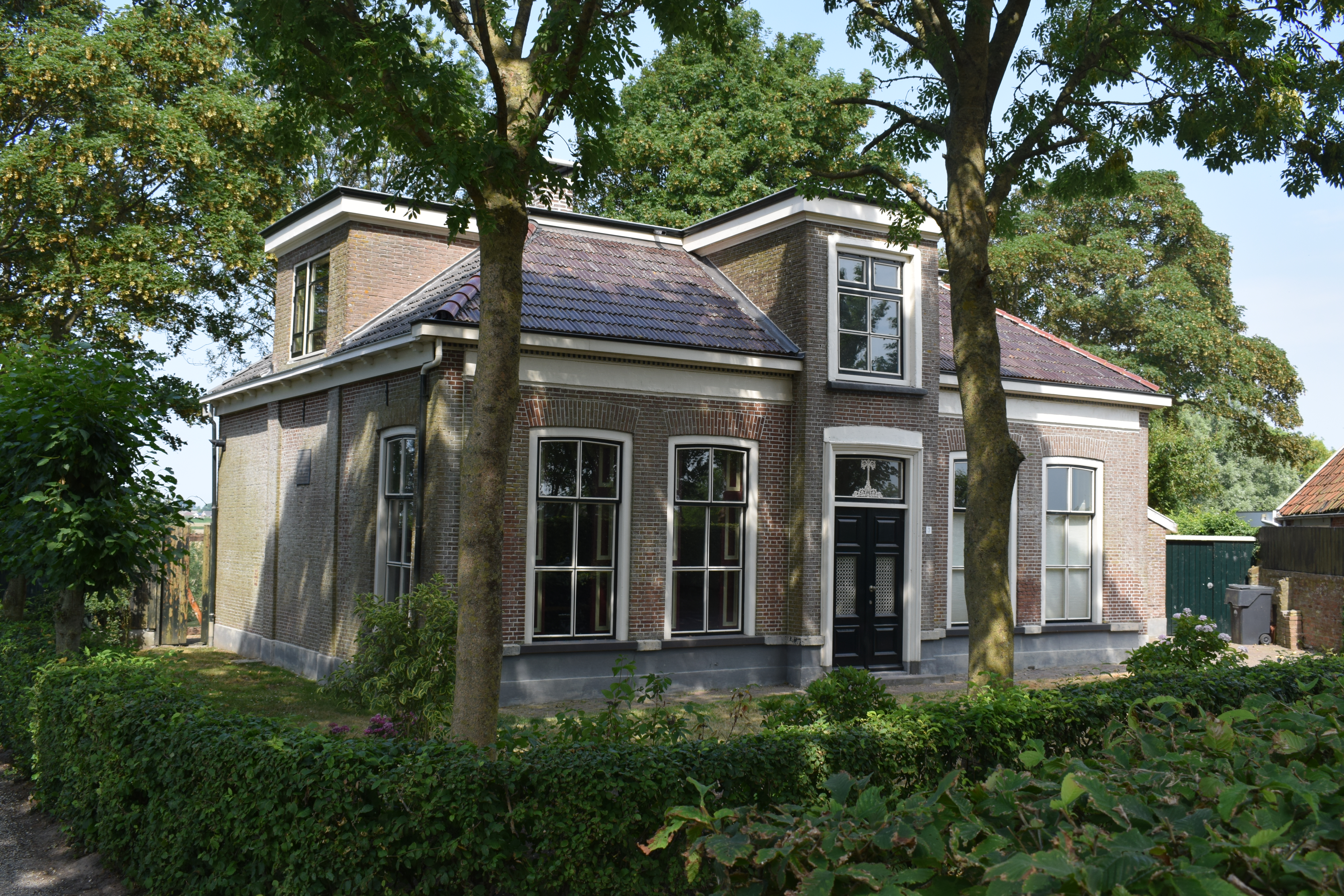
Сільський будинок